# Power over Me
Power over Me è un singolo del cantautore irlandese Dermot Kennedy, pubblicato il 16 ottobre 2018 come sesto estratto dalla prima raccolta eponima e incluso nel primo album in studio Without Fear.

## Tracce
Testi e musiche di Dermot Kennedy, Scott Harris e Stephen Kozmeniuk.
Download digitale
1. Power over Me – 3:26
2. Power over Me (Acoustic) – 3:20
3. Power over Me (Ten Ven Remix) – 4:46

Download digitale – EP
1. Power over Me – 3:26
2. Power over Me (Acoustic) – 3:20
3. Power over Me (Orchestral Version) – 3:37
4. Power over Me (con i Meduza) (Meduza Remix) – 2:58
5. Power over Me (Ten Ven Remix) – 4:46

## Formazione
- Dermot Kennedy – voce
- Koz – produzione
- Tony Maserati – missaggio
- Mike Bozzi – mastering

## Classifiche

### Classifiche settimanali
| Classifica (2018-20) | Posizione massima |
| -------------------- | ----------------- |
| Austria              | 34                |
| Belgio (Fiandre)     | 10                |
| Belgio (Vallonia)    | 7                 |
| Croazia              | 30                |
| Francia              | 73                |
| Germania             | 37                |
| Irlanda              | 11                |
| Paesi Bassi          | 35                |
| Polonia              | 3                 |
| Regno Unito          | 27                |
| Svezia               | 56                |
| Svizzera             | 29                |

### Classifiche di fine anno
| Classifica (2019) | Posizione |
| ----------------- | --------- |
| Belgio (Fiandre)  | 25        |
| Belgio (Vallonia) | 19        |
| Francia           | 175       |
| Polonia           | 69        |
| Svizzera          | 64        |
| Classifica (2020) | Posizione |
| Irlanda           | 24        |